# تاریخ خلق تاجیک

کتاب تاریخ خلق تاجیک در شش جلد با زبان روسی در تاجیکستان منتشر شد. برای رشته‌های غیر تاریخی دوره‌های تحصیلات عالی نوشته شده‌است. این کتاب تاریخ خلق تاجیک را از قدیمی‌ترین دوره‌ها تا روزگار امروز در بر می‌گیرد. نویسندهٔ این کتاب نمار حاتم‌اف، سیف الله ملاجان اف، دولت ججت داودی از استادان معروف تاجیکستان هستند. این کتاب در سال ۲۰۱۱ چاپ شده‌است.